# Gran Buda de Leshan
El gran Buda de Leshan es la estatua de Buda esculpida en piedra más alta del mundo. Fue construida durante la dinastía Tang.
Está tallada en un acantilado que se encuentra en las confluencias de los ríos Min Jiang, Dadu y Qingyi, en la parte sur de la provincia china de Sichuan, cerca de la ciudad de Leshan. La escultura está frente al monte Emei mientras el agua de los ríos corre por los pies de Buda.
En 1996, la Unesco incluyó al gran Buda de Leshan, junto con el paisaje panorámico del monte Emei, en la lista de lugares considerados Patrimonio de la Humanidad.
La talla, que tiene una altura de 71 metros, representa a un Buda Maitreya con las manos apoyadas sobre las rodillas. Los hombros miden 28 metros de ancho y el más pequeño de los dedos del pie es suficientemente ancho como para que se pueda sentar en él una persona. Un dicho local dice: La montaña es Buda y Buda es la montaña. El origen de esta frase está en el hecho de que la montaña en la que se encuentra el gran Buda (vista desde el río) tiene una silueta que recuerda a un Buda tumbado.

## Historia
En Leshan, China, un enorme Buda de 71 m de altura, esculpido en el siglo VIII en el acantilado del monte Lingyun, vela sobre 3 ríos. Al comienzo, se concibió un sistema de drenaje interior para impedir la erosión fluvial. El Buda tenía a su cargo hacer más lentas las mareas, proteger los barcos e impedir la inundación de la aldea vecina. La construcción se inició en el año 713 y estuvo dirigida por un monje llamado Haitong. Este monje esperaba que Buda calmara las aguas turbulentas que destrozaban a los barcos que navegaban por el río. La estatua fue completada por sus discípulos 90 años más tarde. Parece ser que los restos de roca resultantes de la construcción se fueron depositando en el río lo que alteró la corriente, convirtiéndola efectivamente en más segura para la navegación.

## Atracciones

### Parque del Buda Oriental
Ubicado a 500 metros al Gran Buda, se abrió al público el mayo de 1994. Siguiendo el cuerpo de la montaña, los artistas imitaron más de 3000 estatuas budistas del mundo con distintos materiales como piedra, bronce, jade y otros, los cuales forman una galería de budismo, mostrando el estilo artístico del budismo de China y del sureste de Asia. Hay una sala de exposición de obras maestras de budismo que ocupa una superficie de más de 800 metros cuadrados.

### Templo de Lingyun
Es un patio tradicional con edificios a cuatro direcciones, compuesto del Salón de los Reyes Celestiales, Salón Daxiang y el Salón de las obras budistas, que se ubican respectivamente de afuera hacia adentro. Con paredes rojas y tejas verdes, la espesura de los árboles adentro forma soto umbrío.

### Camino de Tablones de Nueve Curvas
Al mismo tiempo de la excavación de la estatua de buda, cuyo lado derecho construyeron este camino de tablones de nueve curvas. La parte más ancha alcanza 1.45 metros y la más estrecha, 0.6 metros, puede llegar al pie de la estatua por este camino.